# 이경심
이경심(1972년 9월 19일 ~ )은 대한민국의 배우이며 초등학교 6학년 때 길거리 캐스팅되어 데뷔했고 소속사 전속계약 문제 등 여러 가지 사정 때문에 한동안 연기활동을 잠정 중단했다가 2015년 tvN 《울지 않는 새》 로 본격적인 연기활동을 재개했다.

## 학력
- 계원예술고등학교 (졸업)

## 출연작

### 영화
- 1997년 《앉은뱅이 꽃》
- 1992년 《미지의 흰새》

### 드라마
- 2018년 KBS2 주말연속극 《하나뿐인 내편》 - 소양순 역
- 2017년 JTBC 금토드라마 《청춘시대 2》 - 은재의 어머니 역
- 2016년 JTBC 금토드라마 《솔로몬의 위증》 - 준영 모 역
- 2016년 KBS2 월화드라마 《우리집에 사는 남자》 - 화연 역
- 2016년 JTBC 금토드라마 《청춘시대》
- 2015년 tvN 아침드라마 《울지 않는 새》 - 홍수연 역
- 2014년 KBS2 월화드라마 《힐러》 - 정후 친모 역 (특별출연)
- 2004년 KBS2 주말연속극 《부모님전상서》 - 박창미 역
- 1998년 MBC 주말연속극 《마음이 고와야지》 - 용숙 역
- 1998년 KBS2 주말연속극 《아씨》- 성인 이영숙 역(중도합류)
- 1997년 KBS2 월화드라마 《완벽한 남자를 만나는 방법》
- 1997년 MBC 일일연속극 《세번째 남자》 - 한수미 역
- 1997년 MBC 월화드라마 《예감》
- 1996년 MBC 주말연속극 《사랑한다면》 - 소라 역
- 1996년 KBS2 월화드라마 《아내가 있는 풍경》 - 장은지 역
- 1995년 KBS2 주말연속극 《젊은이의 양지》 - 황윤자 역
- 1995년 KBS2 수목드라마 《땅울림》 - 김정호 딸 역
- 1992년 KBS2 청춘드라마 《내일은 사랑》 - 김미리 역
- 1987년 MBC 청소년드라마 《푸른교실》

### 앨범
- 1990년 내일은 사랑 《장미의 미소》

## 광고
- 1985년~1989년 코카콜라음료 환타
- 1986년 캘리포니아 건포도협회 - 어린이편
- 1986년 롯데제과 찰떡아이스
- 1987년 금성출판사
- 1987년 오리온 강정 - 맛보면 즐겁다편
- 1992년 농심 양파면, 포테토칩, 오징어 짬뽕
- 1993년 농심 너구리, 도토리 비빔면
- 1992년~1994년 SK텔레콤
- 1993년 (주)동하사 로가디스 시계
- 1994년 동서식품 맥스웰 커피믹스
- 2000년 한성기업 한성젓갈, 한성통통맛살
- 2001년 두산건설 위브
- 2004년 농심 고구마깡, 감자깡
- 2006년 롯데칠성 세븐업
- 2009년 보령제약 겔포스
- 2010년 광동제약 썬키스트 무가당 쥬스
- 2011년 삼성전자 매직스테이션, 지펠 아삭
- 2012년 빙그레 바나나맛우유

1. ↑  윤고은 (2015년 5월 17일). “"오랜만입니다"…16년 만에 돌아온 청춘스타 이경심”. 연합뉴스. 2022년 9월 29일에 확인함.